# Correndo Atrás (2019)
Correndo Atrás é um filme de comédia brasileiro de 2019, dirigido por Jefferson De, a partir de um roteiro do diretor em parceria com Hélio de la Peña. O filme é estrelado por Aílton Graça, Juan Paiva, Juliana Alves, Lellêzinha e Lázaro Ramos.

## Sinopse
Ventania (Aílton Graça) é um malandro que almeja melhorar sua vida, aceitando diversos trabalhos para conseguir dinheiro. Um dia ele descobre a oportunidade de se tornar empresário de um jogador de futebol, transformando um garoto de seu bairro em um novo Neymar do futebol internacional. Andando pelos subúrbios do Rio de Janeiro, ele encontra Glanderson (Juan Paiva), um jovem com grande talento para o futebol, devido ao fato de não possuir dois dedos de seu pé direito. Em meio a erros e grande esperança, eles buscam alcançar o grande sonho do sucesso.

## Elenco
- Aílton Graça como Paulo Ventania
- Juan Paiva como Glanderson
- Juliana Alves como Jurema
- Helio de la Peña como Berinjela
- Lázaro Ramos como Jerry
- Tonico Pereira como Aníbal
- Rocco Pitanga como Uranos
- Francisco Gaspar como Romero
- Lellêzinha como Greice Daiane
- Dadá Coelho como Marizete
- Nicole Bahls como Kátia
- Teka Romualdo como Dona Conceição

## Produção
O filme é uma adaptação do livro "Vai na Bola, Glanderson!", escrito por Hélio de la Peña, o qual também é colaborador do roteiro do filme. A direção é do cineasta Jefferson De e a equipe do filme é quase toda formada por afrodescendentes. Em entrevista ao G1, Jefferson De disse sobre o filme:

A gente acha importante mostrar um Brasil ligado à cultura negra, com pessoas negras na tela e que, no entanto, a violência não é a protagonista. Os protagonistas são as pessoas, homens e mulheres comuns, trabalhadores construindo esse Brasil. Porque a impressão que dá é que sempre que a gente vai para a favela, que tem pessoas negras, sempre tem o tiro, a polícia, a violência. Então, o filme é uma declaração de amor e uma ode à alegria, embora a gente tenha muita tristeza e ressentimento, mas talvez a gente consiga transformar tudo isso em alegria.
As gravações do filme deram início em setembro de 2016. O filme foi rodado em Muriaé, município de Minas Gerais, São Paulo e no Rio de Janeiro. A produção contou com um orçamento de R$ 5 milhões, aprovados na Lei do Audiovisual. O filme é uma coprodução da Buda Filme, produtora do diretor, Globo Filmes, RioFilme e La Peña Produções. Além de contar com o apoio do Canal Brasil e do Telecine.

## Lançamento
O lançamento mundial do filme se deu em fevereiro de 2018 no Pan African Film Festival, em Los Angeles, evento considerado o maior festival de cinema negro das Américas. O filme chegou a ser selecionado para a mostra competitiva do Festival de Gramado, mas foi substituído posteriormente por O Avental Rosa, de Jayme Monjardim, sob a justificativa de a produção do festival optar por filmes inéditos. Em 05 de novembro de 2018, foi lançado no Festival do Rio. Em 5 de setembro de 2019 foi lançado nos cinemas.